# ستيفن إل. تومسون
ستيفن إل. تومسون (بالإنجليزية: Steven L. Thompson)‏ (27 مايو 1948، سان أنطونيو في الولايات المتحدة)؛ كاتب، صحفي وروائي أمريكي. درس في جامعة كاليفورنيا.